# SN 2000T
SN 2000T – supernowa typu Ia odkryta 3 marca 2000 roku w galaktyce A123620-1228. W momencie odkrycia miała maksymalną jasność 21,00m.